# SBAS

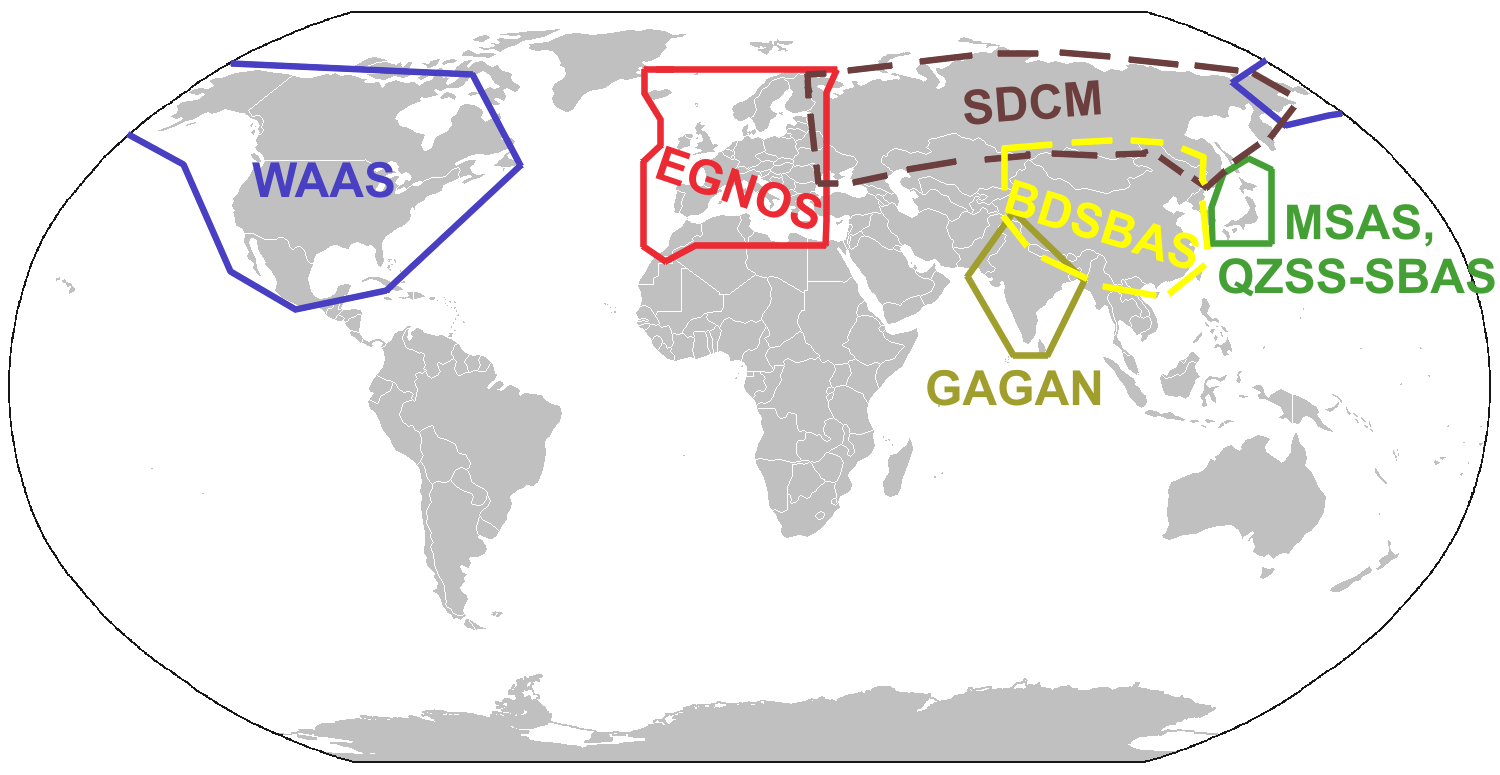
Áreas de cobertura de los sistemas de Aumentación Basado en Satélites.

SBAS, abreviatura inglesa de Satellite Based Augmentation System (Sistema de Aumentación Basado en Satélites), es un sistema de corrección de las señales que los Sistemas Globales de Navegación por Satélite (GNSS) transmiten al receptor GPS del usuario. Los sistemas SBAS mejoran el posicionamiento horizontal y vertical del receptor y dan información sobre la calidad de las señales. Aunque inicialmente fue desarrollado para dar una precisión mayor a la navegación aérea, cada vez se está generalizando más su uso en otro tipo de actividades que requieren de un uso sensible de la señal GPS.

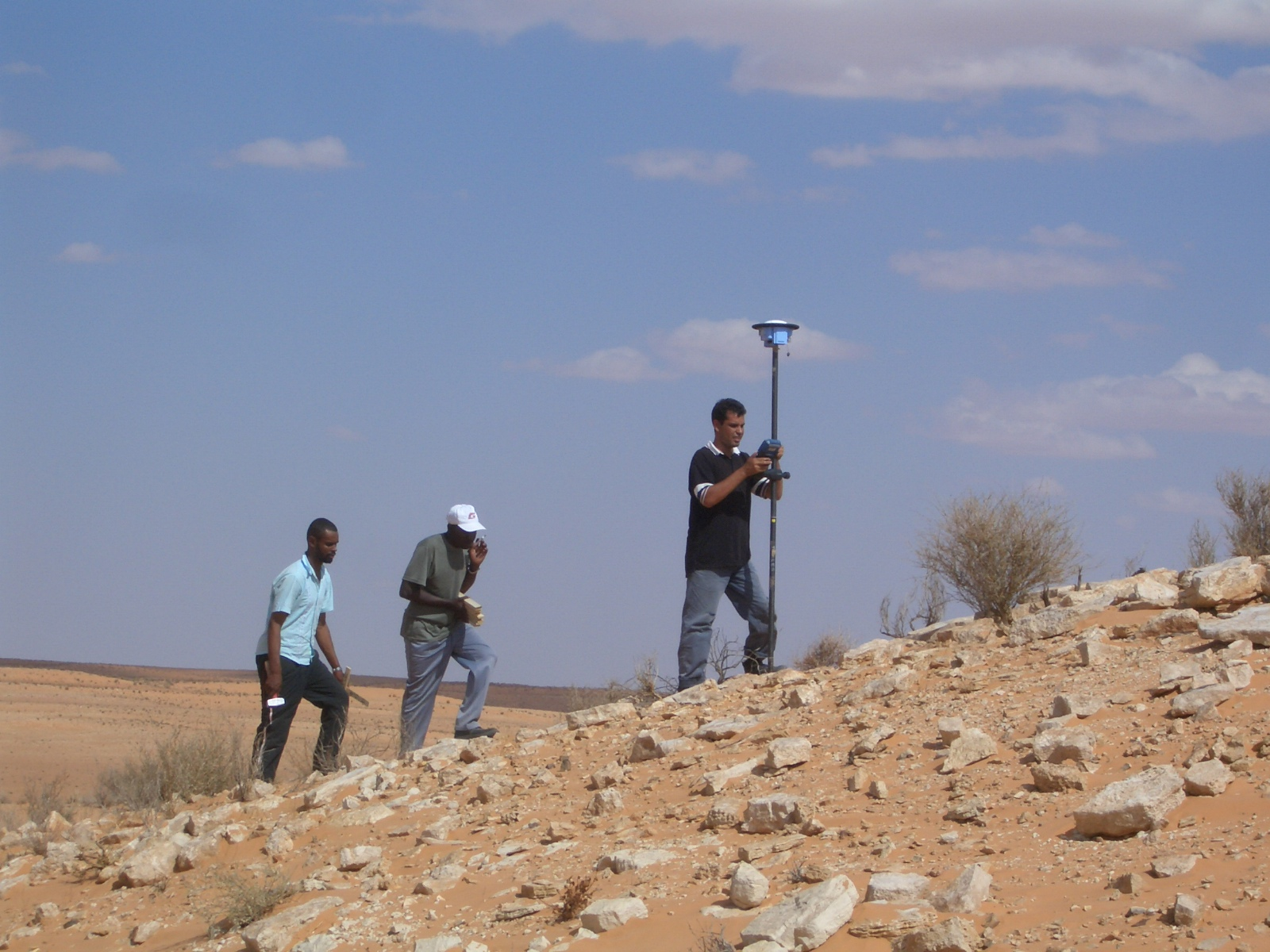
Equipo de campo realizando levantamiento de información sísmica usando un receptor GPS Navcom SF-2040G StarFire montado sobre un mástil.

Actualmente están desarrollados o en fase de implementación los siguientes sistemas SBAS:
- WAAS (Wide Area Augmentation System), gestionado por el Departamento de Defensa de los Estados Unidos.
- EGNOS (European Geostationary Navigation Overlay Service), administrado por la Agencia de la Unión Europea para el Programa Espacial.
- WAGE (Wide Area GPS Enhancement), que transmite más precisión en los datos de efemérides y reloj de los satélites destinado a uso militar.
- MSAS (Multi-Functional Satellite Augmentation System), operado por Japón.
- StarFire, gestionado por la empresa John Deere.
- QZSS (Quasi-Zenith Satellite System), propuesto por Japón.
- GAGAN (GPS and GEO Augmented Navigation), planeado por la India.

## Finalidades específicas en la navegación aérea
Los objetivos de los sistemas SBAS son: 
- Incrementar la integridad del sistema para cumplir con los requisitos de un sistema de navegación único. Los estándares civiles requieren el aviso de fallo del sistema en menos de 30 segundos cuando se está en ruta, 10 segundos en una aproximación de no-precisión, y 6 segundos en una aproximación de precisión. En contraste, el sistema GPS puede tardar entre una hora y media y dos horas para notificarle al usuario que ha fallado un satélite.[1]

- Incrementar la exactitud del sistema GPS para cumplir con los requisitos de un medio único de navegación para aproximaciones de precisión. Sin aumentación de ningún tipo, el NAVSTAR-GPS o GLONASS pueden ser utilizados únicamente para aproximaciones de no-precisión (NPA).

- Incrementar la disponibilidad del sistema para cumplir con los requisitos de un medio de navegación único. Actualmente la disponibilidad del sistema GPS varía entre el 95% y 98%. Como consecuencia, se requiere la confirmación de la disponibilidad de los satélites a lo largo de la ruta del GPS previa a cada vuelo en el que se desee utilizar GPS como medio de navegación primario. Esto se debe a que, previamente a la SBAS, era necesario dedicar un satélite en línea de visión para la única función de supervisión de la integridad.

## Funcionamiento

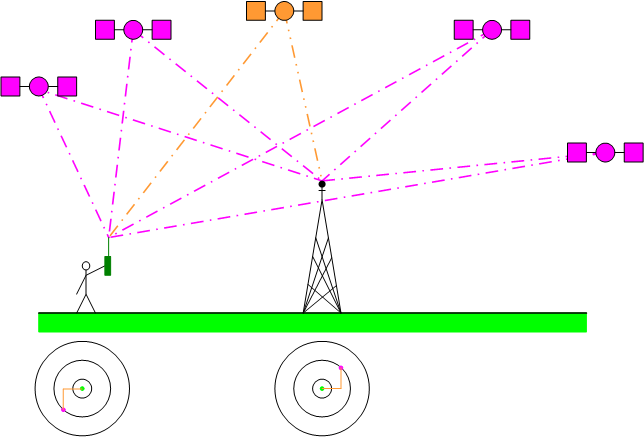
Esquema de funcionamiento de los Sistemas de Aumentación Basados en Satélites (SBAS).

La arquitectura básica de todos los sistemas SBAS está conformada por una red de estaciones terrestres de referencia distribuidas por una amplia zona geográfica (países o continentes enteros) que supervisan las constelaciones de satélites de GNSS. Estas estaciones retransmiten los datos a una instalación de procesamiento central que evalúa la validez de las señales y calcula correcciones a los datos de efemérides y reloj radiodifundidos de cada satélite a la vista. Para cada satélite GPS o GLONASS vigilado, el SBAS estima los errores en los parámetros, y a su vez estas correcciones son transmitidas al avión por medio de satélites geoestacionarios. Luego el receptor de a bordo ajusta la información recibida directamente de los satélites GPS con las correcciones recibidas de los satélites geoestacionarios, para así navegar con más seguridad.
Los mensajes de integridad y correcciones para cada fuente telemétrica GPS o GLONASS vigilada se transmiten en la frecuencia GPS L1 de los satélites geoestacionarios SBAS, situados en puntos orbitales fijos sobre el ecuador terrestre. Los mensajes SBAS aseguran la integridad, mejoran la disponibilidad y proporcionan la actuación necesaria para aproximaciones con guiado vertical APV, y en un futuro, a CAT I.
El SBAS utiliza mediciones de distancia en dos frecuencias para calcular el retardo de la medición de distancia introducido por la ionosfera y radiodifunde las correcciones aplicables en puntos de la cuadrícula ionosférica (grid points) predeterminados. El receptor SBAS del usuario interpola entre los puntos de la cuadrícula para calcular la corrección ionosférica a lo largo de su línea de alcance óptico a cada satélite.
Además de correcciones de reloj, efemérides e ionosféricas, el SBAS evalúa y transmite parámetros que limitan la incertidumbre en las correcciones. Combinando estos cálculos de incertidumbre en las correcciones con cálculos de las incertidumbres en su propia exactitud de mediciones de pseudodistancia, el receptor SBAS de usuario modeliza un error para su solución de navegación propia.
Es importante distinguir entre las zonas de cobertura y las zonas de servicio SBAS. La zona de cobertura se define por las huellas en tierra (footprints) de las señales de los satélites geoestacionarios. Las zonas de servicio para un SBAS determinado se establecen por el estado dentro de la zona de cobertura SBAS. El estado es el responsable de designar los tipos de operaciones que pueden apoyarse dentro de una zona de servicio determinada.

## Virtudes del sistema
Entre las ventajas del SBAS se encuentran:
- Provee una guía tridimensional para aproximaciones de precisión a las aeronaves dentro del área de servicio. Este método de operación del SBAS mejora significativamente los instrumentos bidimensionales de navegación existentes que no pueden proveer referencias verticales precisas a los pilotos.

- Provee gran precisión (hasta 5 m vertical y hasta 2 m horizontal) y disponibilidad (radiodifunde señales similares al GPS por varios satélites geoestacionarios) para aproximaciones de Categoría I, además de integridad (alto nivel de redundancia en el sistema y notificación de fallos en 6 s) para la seguridad del sistema GPS y apoyo a las operaciones de vuelo.

- Reduce las posibilidades de accidentes contra tierra durante vuelos controlados y aproximaciones.

- Elimina los costes asociados en el mantenimiento de los instrumentos de navegación más antiguos con base terrestre tal como los NDB, VOR, DME y los ILS para la Categoría I.

- Reduce el número de piezas de equipos a bordo de la aeronave y requerirá sólo un pequeño receptor montado en la cabina y una antena.

- Permite reducir los estándares que gobiernan la separación entre aeronaves en vuelo, permitiendo alojar un mayor número de ellas en un espacio dado, sin aumentar los riesgos.

- Ahorros de combustible haciendo posible vuelos más directos y aproximaciones más seguras.